# Черемховая (деревня)
Черемховая — деревня в Сокольском районе Вологодской области на реке Ретча.
Входит в состав Биряковского сельского поселения, с точки зрения административно-территориального деления — в Биряковский сельсовет. Расположена к югу от автодороги А123.
Расстояние по автодороге до районного центра Сокола — 107 км, до центра муниципального образования Бирякова — 7 км. Ближайшие населённые пункты — Тимонинское, Следово, Арганово.
По данным переписи в 2002 году постоянного населения не было.